# Гениоха
Гениоха (др.-греч. Ἡνιόχη) — имя нескольких персонажей греческой мифологии:
- жена царя Фив Креонта[1];
- дочь Креонта; её статуя стояла в Фивах рядом с храмом Аполлона Исмения[2][3];
- дочь царя Трезена Питфея, жена Канефа и мать Скирона[4][5];
- дочь Армения, жена Андропомпа[6];
- кормилица колхидской царевны Медеи[7][8].